# Communauté rurale de Sangalkam
La communauté rurale de Sangalkam est une ancienne communauté rurale du Sénégal située au centre de la presqu'île du Cap-Vert, non loin de Dakar.
Elle faisait partie de l'arrondissement de Sangalkam, du département de Rufisque et de la région de Dakar. Lors du dernier recensement, elle comptait 47 570 personnes et 5 259 ménages.
En 2011 Sangalkam accède au statut de commune et deux autres communautés rurales sont créées : la communauté rurale de Bambylor et celle de Tivaouane Peulh-Niaga.